# Бар'єр Ізраїль — сектор Гази

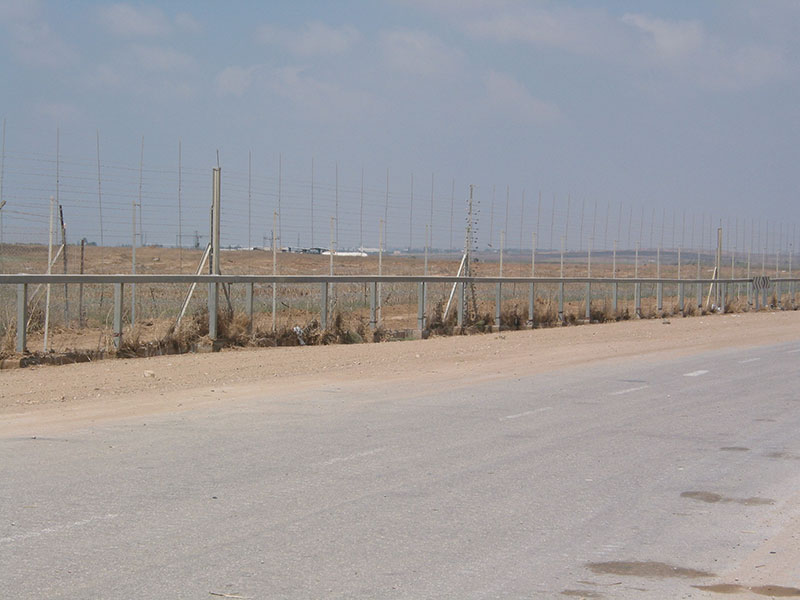
Кордон Ізраїлю з сектором Газа поблизу КПП Карні

Бар'єр Ізраїль — сектор Газа (івр. גדר המערכת סביב רצועת עזה) — прикордонні споруди на кордоні Ізраїлю і сектору Гази, що побудовані під керівництвом прем'єр-міністра Ізраїлю Іцхака Рабіна з метою укріплення безпеки кордонів Ізраїлю з сектором Гази.
Кордон закрито залізобетонними загородженнями фрагментального типу з колючим дротом. Бар'єр також оснащений датчиками і буферними зонами по всій території кордону сектору Гази з Ізраїлем.
На кордоні Ізраїлю і сектора Газа нараховується шість прикордонних КПП:
- КПП Ерез (основний)

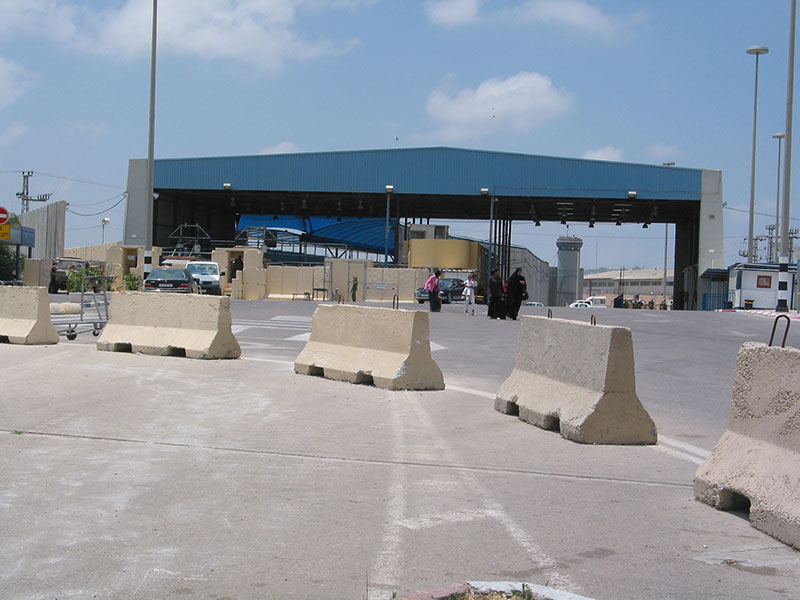
КПП Ерез

- КПП Керем-Шалом (лише для вантажів)
- КПП Суфа (лише для вантажів)
- КПП Кіссуфім (закритий з серпня 2005 року)
- КПП Карні (лише для вантажів, закритий з 2011 року)
- КПП Нахал-Оз (паливний термінал, закритий з 2011 року)

На кордоні між Єгиптом і сектором Газа діє КПП Рафах.

## Історія

Сектор Гази

Ізраїль розпочав конструкцію першого 60-км бар'єру 1994 року. Повністю бар'єр побудовано 1996 року.
У липні 2006 року палестинські бойовики використали 800-метровий тунель, проритий під загородженням на територію Ізраїлю, для того, щоб вбити двох ізраїльських солдатів та захопити в полон капрала Гілада Шаліта.